# Mokassin

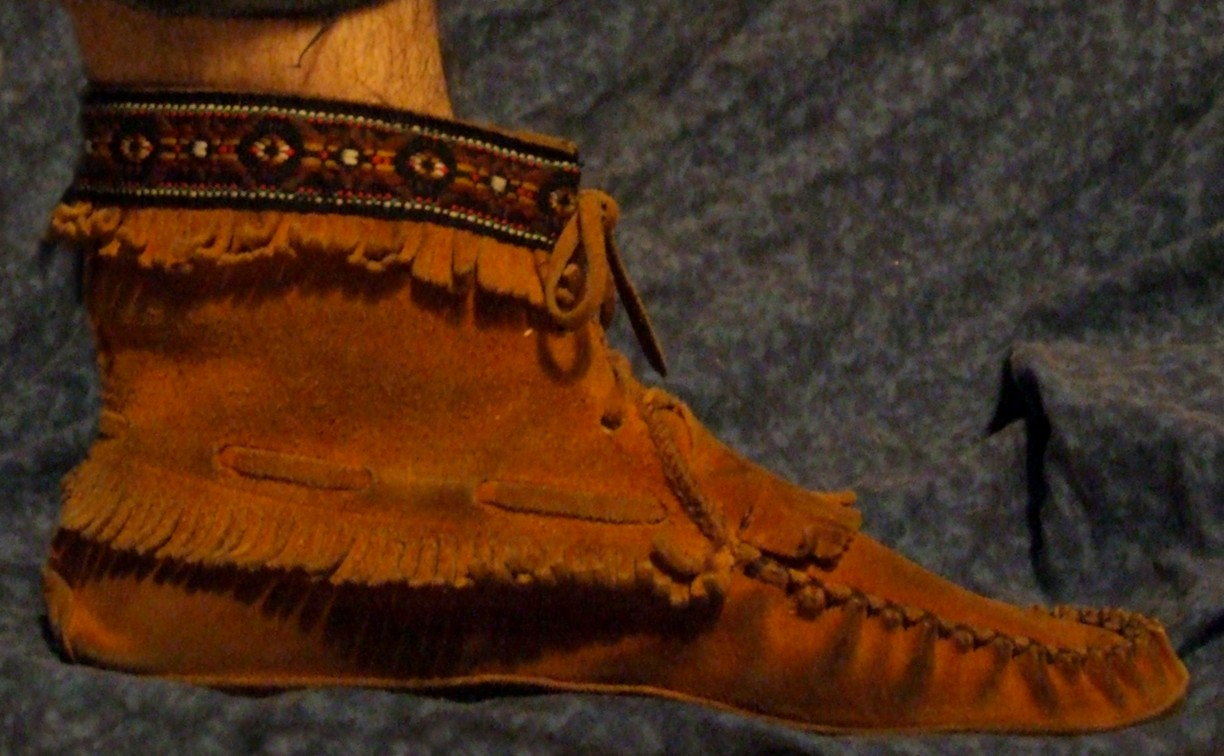
Mokassin

Der Mokassin (engl. moccasin) ist ein weiches Schuhmodell (Schlupfschuh) ohne Absatz, dessen Schaft unter dem Fuß herumgeführt wird und auf der Oberseite meist ein zusätzliches so genanntes Einsatzteil bekommt: ein handtellergroßes Stück Leder, mit einer häufig auffällig gehaltenen Handnaht unter Kräuseln des Lederrands wegen der Formstabilität angenäht.
Auch andere Schuhtypen wie Bootsschuhe und Loafer werden in Mokassinmachart mit unter dem Fuß durchlaufendem Schaft gefertigt.

## Wortherkunft
Das Wort ist einer der östlichen Algonkin-Sprachen entlehnt. So lautet es auf Powhatan mohkisson oder mokussin, Massachusett makussin, Ojibwe makizin, Algonkin (im engeren Sinne) makasin und Micmac mksɨn (rekonstruiertes Ur-Algonkin: maxkeseni „Schuh“).

## Historisches

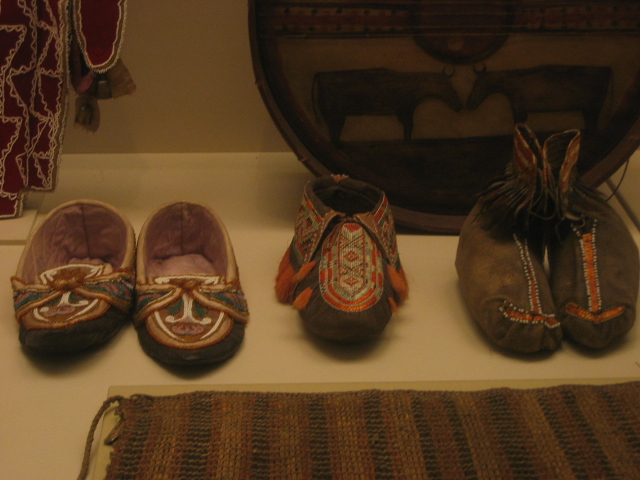
Mokassins im Britischen Museum

Der Mokassin gilt als eines der ältesten Schuhmodelle der Menschheit. Er ist der Schuh der nordamerikanischen Ureinwohner.
Bei den nordamerikanischen Ureinwohnern war die Herstellung der Mokassins Frauensache. Schuhe, die zum Laufen in Gebieten mit steinigem Untergrund und Dornenpflanzen genutzt wurden, erhielten eine zusätzliche Laufsohle aus Rohleder, während Schuhe zur Verwendung auf Waldboden diese nicht benötigten.
Für festliche Anlässe wurden Mokassins mit Quillarbeit, später auch mit Glasperlen von den Siedlern verziert. Im 18. Jahrhundert wurden die ersten Mokassins von den europäisch-stämmigen amerikanischen Siedlern nach England geschickt, wo sie als Hausschuhe zur Mode wurden.

## Merkmale des Mokassins
Es handelt sich hierbei um einen weichen Schlupfschuh aus Leder ohne Absatz, bei dem der Schaft unter dem Fuß herumgeführt wird.
Heute werden nur noch selten echte Mokassins angeboten, die alle Kennzeichen dieses Schuhtyps aufweisen:
- Eine zusätzlich angenähte Laufsohle ist möglich, jedoch keine separate Brandsohle.
- Es gibt kein Schaftfutter.
- Es gibt keine Sohle mit Absatz.
- Ein mit Kräuseln eingenähtes Mokassinblatt prägt den Vorderschuh.

Die heutzutage überwiegend angebotenen Mokassins werden häufig durch einen vom Original abweichenden Bodenaufbau versteift. Neben der machartbedingt einfachen Sohle, bei der die Innensohle zugleich die Außensohle ist, werden viele modernen Modelle mit einer zusätzlichen Brandsohle und/oder mit einer separaten Laufsohle ausgestattet.
Mokassins können sowohl als flache Halbschuhe, knöchelhohe Bootees oder  um ein angenähtes Stiefelrohr verlängert als Stiefelmokassin bis unter das Knie reichen.

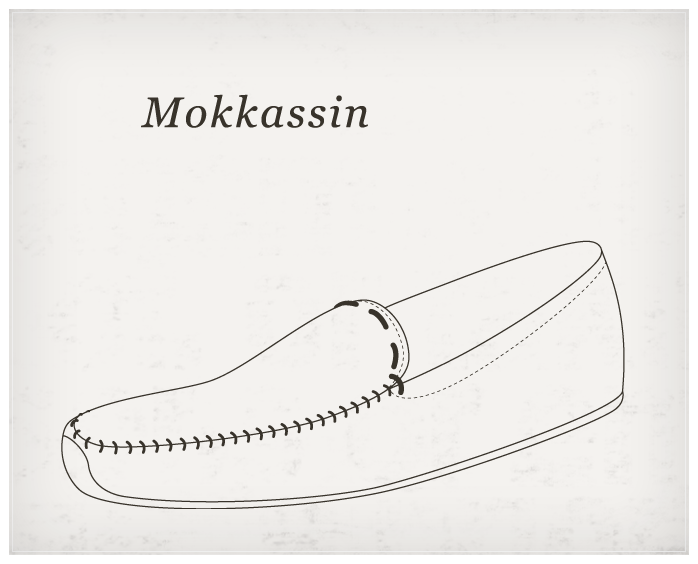
Mokassin

## Trageeigenschaften und Verwendung
Mokassins werden aus weichen Schaftledern gefertigt, wodurch sie sich dem Fuß anschmiegen. Der Fuß wird kaum gestützt oder geführt. Aufgrund der fehlenden oder nur dünnen Laufsohle gibt es nur eine sehr geringe Auftrittdämpfung. 
Aufgrund der meist schlechten Wasserdichtigkeit ist er ein Schönwetterschuh. Mit seinem legeren und sportlichen Erscheinungsbild handelt es sich eher um einen Freizeitschuh. Zur Geschäftskleidung werden manchmal Loafer getragen.